# Petersroda
Petersroda este o comună în Saxonia-Anhalt, Germania